# Albert Russo
Albert Russo (Kamina, 26 febbraio 1943) è uno scrittore, poeta e fotografo belga.
Autore bilingue inglese e francese, tratta temi come l'antirazzismo, le libertà individuali e collettive, come pure le libertà LGBT.

## Biografia
Figlio di padre italiano, nato a Rodi,  e di madre inglese e cresciuta in Rodesia, si forma al seguito della sua famiglia in Congo, Ruanda-Urundi, Rhodesia e Africa meridionale. Dopo il baccalauréat, preso a Bujumbura, prosegue negli Stati Uniti gli studi di psicologia, business administration e scienze economiche alla New York University, per poi concluderli in Germania presso il Collegium Palatinum di Heidelberg dove, nel 1965, si laurea in lingua e letteratura tedesca. Nel novembre dello stesso anno si stabilisce a Milano dove inizia a scrivere e collabora con il padre nell'import-export.
Nel 1973 a Bruxelles esce il suo primo romanzo dedicato all'apartheid, intitolato “La pointe du diable” vincitore, nel 1974 a Cannes, del premio Colette. Nel 1975 ritorna a New York  dove inizia la sua attività di insegnante di lingue. In quel periodo scrive novelle e poesie e collabora con alcune riviste culturali quali The Literary Review, The Poet, Atlas World Review, Philadelphia Poets. Si dedica anche alla traduzione di sceneggiature di films documentari per l'UNICEF. Nel 1978, decide di far rientro in Europa e elegge Parigi come sua città di adozione.
Tradotto in una dozzina di lingue, Albert Russo ha scritto più di venti opere di poesia e di narrativa, alcune dedicate all'Africa come “Sang Mêlé” / “Mixed Blood”  (premio migliore opera narrativa, Volcano Review, 1985), “Eclipse over Lake Tanganyika” / “Eclipse sur le lac Tanganyika”, candidate entrambe nel 2000 come migliori opere narrative alla Fiera Internazionale del Libro di Francoforte e “Le Cap des illusions”, la serie umoristica “Zapinette”, la raccolta di novelle, “The Crowded World of Solitude, vol 1”, iniziata a New York negli anni settanta, e le raccolte di poesie come “Futureyes” e “The Crowded World of Solitude, vol 2”.
Nell'ambito della Letteratura post-coloniale e della politica post-coloniale, i romanzi africani sono stati adottati dalla Facoltà di letteratura inglese della Sorbonne, come pure lo è stata la serie “Zapinette”, adottata dalla Facoltà di letteratura francese dell'Università Cattolica di Parigi.
Degli anni ottanta è l'incontro con il poeta Adam Donaldson Powell con il quale scrive nel 2007 “Gaytude”, una raccolta di poesie in inglese e francese corredata anche da immagini fotografiche di Russo.
Come Fotografo è autore di alcuni libri di immagini talvolta corredati da testi poetici e narrativi, premiati negli Stati Uniti e in Svizzera. Le sue foto sono state esposte al Musée de l’Elysée di Losanna.
Nel 1996 ha fatto parte della giuria del Neustadt International Prize for Literature, premio che negli anni, tra i suoi partecipanti, ha visto numerosi vincitori del premio Nobel per la letteratura come, tra gli altri, Eugenio Montale, Pablo Neruda, Elias Canetti, José Saramago, Harold Pinter, Mario Vargas Llosa.
In Italia, Albert Russo, viene pubblicato dall'editore Fabio Croce con i romanzi “L'amante di mio padre” (2001), “Shalom Tower Syndrome” (2008), “Sotto il Picco del Diavolo” presentato nel 2012 a Roma da Antonio Veneziani, e, nel 2013, “Io,Hans, figlio di nazisti”. Qualche anno prima sempre a Roma, presentato nel 2008 da Renzo Paris e Antonio Veneziani, si pubblica “Sangue Misto”.
Romanziere e poeta bilingue, attraverso il suo lavoro difende le cause dell'antirazzismo, delle libertà individuali e collettive, come pure delle libertà LGBT.

## Opere

### Romanzi
- Sang Mêlé ou ton fils Léopold, Editions Pierre Deméyère, Bruxelles, 1973; FR Loisirs, Paris, 1991; Ginkgo éditeur, Paris, 2007
- La pointe du diable, Editions du Griot, Paris, 1990
- Le cap des illusions, Editions du Griot, Paris, 1991
- Eclipse sur le lac Tanganica, Le Nouvel Athanor, Paris, 1994
- Zapinette Vidéo, Editions Hors Commerce, Paris, 1996
- L'amant de mon père, Le Nouvel Athanor, Paris, 2000
- Zapinette à New York, Editions Hors Commerce, Paris, 2001
- L'amant de mon père II: Journal romain, Editions Hors Commerce, Paris, 2003
- L'ancêtre noire, Editions Hors Commerce, Paris, 2003
- Oh Zaperetta, Xlibris, USA, 2005
- The Benevolent American in the Heart of Darkness, Xlibris, USA, 2005
- Zulu Zapy wins the Rainbow Nation, Cyberwit, India 2010; Poesia Printery, South Africa, 2010
- Exils Africains Ginkgo Editeur, Paris 2010
- Léodine l'Africaine, Editions Ginkgo, Paris, 2011
- Gosh Zapinette (Series of 7 Books), Imago Press, USA 2012
- Mother beloved, Mamica mia Createspace/Amazon, USA 2013
- Moi, Hans, fils de naziste Ginkgo Editeur, Paris 2013

#### In italiano
- L'amante di mio padre, Edizioni Croce, 2001
- Sangue misto, Roma, Coniglio Editore, 2008
- Shalom tower sindrome, Edizioni Croce, 2008
- Sotto il picco del diavolo, Roma, Edizioni Croce, 2012
- Io, Hanz, figlio di nazisti, Roma, Edizioni Croce, 2013
- Zapinette la parigina, Roma, Edizioni Croce, 2013
- Dopo il gay pride a Parigi, Zapinette viene rapita a New York, Edizioni Libreria Croce 2013
- Zapinette la parigina, comics illustrato da Soizick Jaffre, Edizioni Libreria Croce
- Zapinette, la spaghettona nel paese di Mandela, Edizioni Libreria Croce
- Zapy ZZZen in estremo Oriente Edizioni Libreria Croce
- Zapinette Burqa-burquette va in Terra Santa, Edizioni Libreria Croce

### Poesia
- Dans la nuit bleu-fauve / Futureyes, Le Nouvel Athanor, Paris, 1992
- Painting the Tower of Babel, New Hope International, GB, 1996.
- Poetry and Peanuts, Cherrybite Publications, GB, 1997
- The Crowded World of Solitude, Volume 2, the collected poems, Xlibris, USA, 2005
- Gaytude, poetic journey around the world, Albert Russo and Adam Donaldson Powell, Xlibris, USA, 2009
- Boundaries of Exile /  Conditions of Hope, Albert Russo and Martin Tucker, Confrontation Press (Long Island University, NY), 2009
- Embers under my skin, Imago Press (USA), 2012

### Racconti
- Eclats de malachite, Editions Pierre Deméyère, Bruxelles, Belgio, 1971.
- Mosaïque Newyorkaise, Editions de l'Athanor, Parigi, Francia, 1975.
- Venitian Thresholds, Bone & Flesh Publications, USA, 1995.
- The Crowded World of Solitude,Volume 1, collected stories and essays, Xlibris,USA, 2005.
- Le Règne du Caméléon, Imago Press (USA), 2012

### Libri fotografici
- Body glorious, Xlibris, USA, 2006.
- Italia Nostra, Xlibris, USA, 2007.
- Norway to Spitzberg, Blurb Inc., USA, 2008
- Senegal Live, Blurb Inc., USA, 2010
- Oriental gems, Blurb Inc., USA, 2012
- Ode to Mamica mia, Mother beloved, Createspace/Amazon, USA, 2013